# Clemensia abnormis
Clemensia abnormis là một loài bướm đêm thuộc phân họ Arctiinae, họ Erebidae.